# شهرستان مونتگومری (پنسیلوانیا)
شهرستان مونتگومری، پنسیلوانیا (به انگلیسی: Montgomery County, Pennsylvania) معروف به مانتکو شهرستانی در ایالات متحده آمریکا است که در پنسیلوانیا واقع شده‌است.
بر اساس سرشماری ۲۰۱۰ ایالات متحده آمریکا، جمعیت آن ۷۹۹٬۸۷۴ بوده، که آن را سومین شهرستان پرجمعیت پنسیلوانیا، پس از شهرستان‌های فیلادلفیا و شهرستان الگینی، پنسیلوانیا می‌کند. مرکز شهرستان نوریس‌تاون است. شهرستان مونتکومری تنوع زیادی دارد، و از مزارع و زمین‌های باز در آپر هانوور تا خیابان‌های با تراکم جمعیت بالای پر از خانه را در چلتنهم در خود جای داده است.
این شهرستان جزئی از منطقه کلانشهری آماری فیلادلفیا، پنسیلوانیا-کمدن، نیوجرسی-ویلمینگتون، دلاور، پنسیلوانیا-نیوجرسی-دلاور-مریلند دره دلاور است. این شهرستان در واقع حومه شهر شمال غربی فیلادلفیاست، و نشانگر مرز شمالی این منطقه با منطقهٔ درهٔ لیهای در شمال ایالت است. رد سال ۲۰۱۰ این شهرستان در بین ثروتمندترین شهرستان‌ها در سطح کشور ۵۱م بود. در سال ۲۰۰۸ فوربز آن را در ردیف نهمین بهترین جاها برای زندگی خانوادگی قرار داد.

## خصوصیات
شهرستان مونتگومری ۱٬۲۶۱٫۳۳ کیلومترمربع مساحت دارد.